# Bernhard Lewkovitch
Bernhard Lewkovitch (født 28. maj 1927 i København, død januar 2024) var en dansk organist, kordirigent og komponist af religiøst inspireret musik. Som komponist slog han i 1950'erne igennem med ganske eksperimenterende værker, der også byggede på tolvtone-teknik, men fra 1970'erne komponerede han flittigt i en ældre stil, påvirket af gammel katolsk kirkemusik.

## Levned
Han er søn af skræddermester Kazimir Lewkovitch (1888-1962) og Katharina Pachaez (1879-1949). Lewkovitchs forældre var katolikker og indvandrede fra Ukraine til København, hvor han blev født og fik sine første musikalske oplevelser via den gregorianske kirkesang i den katolske kirke, men også gennem den polske og ukrainske folkemusik, som han hørte i sit hjem. Familien Lewkovitch var fattig, og som aflastning blev Bernhard Lewkovitch som lille dreng sendt til et cistercienserkloster i Allerslev ved Roskilde. Da han var 12 år, forlod faderen familien, og da moderen ikke kunne brødføde de syv børn, blev de anbragt rundt om på forskellige hjem. Bernhard Lewkovitch kom først på et drengehjem og siden til Dalum Kloster ved Odense.
Efter denne opvækst blev han uddannet på Det Kongelige Danske Musikkonservatorium i teori og orgel med bl.a. Jørgen Jersild, Bjørn Hjelmborg og Poul Schierbeck som lærere. Fra 1947-1963 var han organist og fra 1953 tillige kantor ved den katolske Sankt Ansgar Kirke i København. Fra 1973-1987 var han tilknyttet Sakramentskirken i København og senere Sankt Mariæ Kirke på Frederiksberg, begge romersk-katolske sognekirker.
In 1953 oprettede han Schola Gregoriana, et mandskor, der skulle fremføre de gamle liturgiske sange på en korrekt måde, men også fremføre ny musik af samme karakter. I 1955 blev koret udvidet med kvindestemmer, så det også kunne synge SABT-korsatser, og kaldtes i den sammenhæng kaldet Schola Cantorum. Indtil mindst 1987 var dette kor det eneste i Skandinavien specialiseret i renæssancens polyfone kormusik.

## Lewkovitch og musikmiljøet
Komponistkolleger har i visse perioder været hurtige til at stemple Bernhard Lewkovitch som en grim ælling i andegården. Tilbage i 1960’erne kunne man høre ”at hans viskelæder tindrede af talent, men at han måtte gå over til radervand, fordi katolikker jo ikke måtte bruge gummi!”, eller man kunne læse: ”Komponisten Bernhard Lewkovitch har i sidste uge nedfældet en node” – en kommentar til hans omhyggelige arbejdsform. Ikke desto mindre var han i de sidste 50 år en af de komponister, der har fået udgivet flest værker på tryk, og det meste af hans musik er blevet flittigt opført. Både i 1963 og i 1987 forlod han sine poster i katolske kirker fordi han var uenig med autoriteterne om musikalske principper i liturgien. Fra 1957-73 var han musikanmelder ved BT og fra 1974 ved Kristeligt Dagblad, og i den egenskab var han bestemt ikke tilbageholdende med skarpe og kontroversielle udtalelser. I sine artikler og debatindlæg i f.eks. Dansk Musiktidsskrift lagde han også sine synspunkter klart frem.

## Musikken
Lewkovitchs musik falder inden for nogle få kategorier. I de tidlige år skrev han en række klaverværker og fra 1972 og frem en lang række orgelværker, mest koraler, men også andet. Men gennem hele karrieren var det kormusikken, der fyldte mest. Den findes i form at f.eks. motetter for bl.a. kor med eller uden instrumentledsagelse, men også nogle som markante værker for mandskor. Dertil kommer en række messer og en del musik for messingblæsere. Fælles for det meste af musikken er at den direkte er beregnet til kirkelig brug, eller stærkt inspireret af Lewokvitchs katolske tro. Bernhard Lewkovitchs musikalske sprog var influeret af bl.a. Bela Bartok, Benjamin Britten og Igor Stravinskij, men også polytonalitet, tolvtoneteknik og endda elementer af improvisation var han omkring. Den stærkeste inspiration fik han nok fra de gamle kirketonearter.

## Hædersbevisninger m.m.
- 1957: Lange-Müller legatet.
- Carl Nielsen og Anne Marie Carl Nielsen legatet 1963 og 1997.
- 1972: Hædret med byen Assisis diplom for sit mest eksperimenterende værk, ’Il cantico delle creature’ med tekst efter Frans af Assisi.
- Han har vundet internationale komponistkonkurrencer i München, Barcelona og Kristiansand.
- Æresmedlem af Frans af Asissi-selskabet.
- Æresmedalje fra den polske stat.

## Værkliste (ikke komplet)

### Klaver
- Sonatine (klaver – 1947)
- Sonate nr. 1 (klaver – 1948)
- Sonate nr. 2 (klaver – 1949)
- Sonate nr. 3 (klaver – 1950)
- Sonate nr. 4 (klaver – 1950)
- Danse-suite nr. 1 (klaver – 1955)
- Toccata (klaver – 1956)
- Danse-suite nr. 2 (klaver – 1956)

### Kor
- Mariavise (tekst: Johannes Jørgensen – bl. kor – 1947)
- Communio (bl. kor – 1947)
- Sommeren – korcyklus (tekst: Ole Sarvig – bl. kor – 1951)
- Tre salmi (bl. kor – 1952)
- 3 motetter (bl. kor – 1952)
- 5 danske Madrigaler (tekst: Frank Jæger – bl. kor – 1952)
- Tre madrigali di Torquato Tasso (bl. kor 1955)
- Nådada for Tilde (bl. kor – 1957)
- 10 latinske motetter (bl. kor 1957)
- 3 mandskormotetter (1957)
- 3 sange for lige stemmer (tekst: Halfdan Rasmussen – 1958)
- Improperia (bl. kor – 1961)
- Il cantico delle creature (efter Frans af Assisi – 8 st. mandskor – 1963)
- 3 sange for mandskor (tekst: Ole Sarvig – mandskor – 1965)
- Laudi a nostra Signora (bl. kor 1969)
- Stabat mater (bl. kor – 1969)
- Sub vesperum (bl. kor – 1970)
- Aftensang (tekst: Johannes Jørgensen – bl. kor – 1975)
- 32 motetter (bl. kor – 1976)
- Memoria Apostolorum (bl. kor – 1978)
- Tenebrae – Responsoria (bl. kor – 1983)
- Lauda alla Poverta (10 mandestemmer – 1989)
- Apollo's Art – Four English Madrigals (bl. kor 1993)
- Aftensang – Nocturn (tekst: Olav V. Sørensen – bl. kor – 1993)
- De lamentatione Jeremiae prophetae (version for bl. kor – 1993)
- Anthems to the Blessed Virgin (bl. kor 1994)
- Alle mine kilder – 48 motetter (bl. kor – 1996)
- Fire motetter (bl. kor – 1998)
- 10 Davidssalmer (bl. kor 2000)
- 10 Maria-motetter (bl. kor 2000)
- One, Two, Three (bl. kor – 2000)

### Kor m.m.
- Veni Creator Spiritus – Variazioni per coro e 6 tromboni (bl. kor og messingblæsere – 1967)
- Sangværk (børnekor og klaver – 1968)
- 8 børnesange for kor af lige stemmer med klaver (1970)
- Vesper i Advent (tenor, bl. kor og orgel – 1979)
- De lamentatione Jeremiae Prophetae (version med bl. kor, orkester og sangsolist – 1977)
- Ad nonam (bl. kor og orkester – 1980)
- Fastevesper (tenor, kor og orgel – 1981)
- Pater noster (bl. kor og blæsere – 1983)
- Via Stenonis (tekst: Niels Steensen – bl. kor og messingblæsere – 1987)
- Tre Passionsmotetter (bl. kor og blæsere – 1996)
- Fiori (bl. kor og horn – 1999)

### Sange
- 6 sange (tekst: Johannes Jørgensen – sang og klaver – 1952)
- Tre canzonette (baryton og klaver – 1956)
- Preacher and Singer (sang og klaver – 1986)
- Ten Strings (sang og klaver – 1988)
- Five Songs (tenor og blæsere – 1996)
- Proverbs (tenor, cello og horn – 2000)

### Orkester
- Danse-suite (orkester – 1955)

### Mindre besætninger
- Trio (træblæsere – 1957)
- 4 stykker for soloklarinet (1958)
- Tres orationes (tenor, obo, fagot – 1958)
- Cantata sacra (tenor og kammerensemble – 1959)

### Orgel
- 65 orgelkoraler (1972)
- 4 Orgelhymner (1973)
- Koralvariationer (orgel – 1973)
- 12 orgelkoraler (1979)
- 20 Orgelkoraler (1988)
- 6 Partitas (orgel 1990)
- Orgelchoräle – Notizen zu den Lübecker-Dialogen (1990)
- Af højheden oprunden er (50 orgelkoraler – 1995)
- Fem stykker for orgel (1997)
- Variationer for orgel (1998)

### Messer
- Messe (bl. kor – 1952)
- Messa per coro misto e strumenti da fiato con arpa (bl. kor, blæsere og harpe – 1954)
- Missa brevis (mandstemmer – 1955)
- En dansk menighedsmesse (sang – 1974)
- Messe (bl. kor og 2 horn – 1978)
- Requiem (baryton, bl. kor og orkester – 1981)

### Messingblæsere
- Helligåndskoraler (messingblæsere – 1980)
- Deprecations (tenor og messingblæsere – 1984)
- Kvintet (messingblæsere – 1984)
- Music for Brass Choir (messingblæsere – 1985)
- Jesu, meine Freude (messingblæsere – 1986)
- Aus tiefer not (messingblæsere – 1986)
- Vater unser im Himmelreich (messingblæsere – 1987)
- Nun bitten wir den Heil'gen Geist (messingblæsere – 1987)
- Nun danket alle Gott (messingblæsere – 1987)
- O Lamm Gottes unschuldig (messingblæsere – 1987)
- Six Partitas for Brass (messingblæsere – 1988)
- Aus meinen lieben Gott (messingblæsere – 1989)
- Twelve Chorales for Brass (1999)
- Vor Gud han er så fast en borg (messingblæsere – 1999) Fra ”Fredensborg Fantasier”, som også har bidrag af Mogens Andresen, Kim Helweg og Bo Holten